# Cantonul Manzat
Cantonul Manzat este un canton din arondismentul Riom, departamentul Puy-de-Dôme, regiunea Auvergne, Franța.

## Comune
- Les Ancizes-Comps
- Charbonnières-les-Varennes
- Charbonnières-les-Vieilles
- Châteauneuf-les-Bains
- Loubeyrat
- Manzat (reședință)
- Queuille
- Saint-Angel
- Saint-Georges-de-Mons
- Vitrac